# Trinitat Nova metróállomás
Trinitat Nova egyike a Spanyolországban található barcelonai metró metróállomásainak.

## Metróvonalak
Az állomást az alábbi metróvonalak érintik:
- 3-as metróvonal
- 4-es metróvonal
- 11-es metróvonal

## Kapcsolódó állomások
Az állomáshoz az alábbi állomások vannak a legközelebb:
- Roquetes (Zona Universitària, 3-as metróvonal)
- Via Júlia (La Pau, 4-es metróvonal)
- Casa de l'Aigua (Can Cuiàs, 11-es metróvonal)